# Ove Ingemarsson

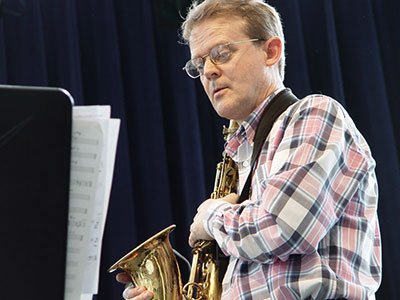
Ove Ingemarsson

Ove Ingemarsson is een Zweedse sopraan- en tenorsaxofonist in de postbop.
Ingemarsson werkte in verschillende Zweedse jazzgroepen zoals Hawk On Flight, het Ewan Svensson Quartet en de Bohuslän Big Band. In 1988 werkte hij mee aan een album van Allan Botschinsky, The Night. In de jaren negentig speelde hij met een eigen band en nam hij de plaat Heart Of The Matter op (1995). Hieraan werkten Lars Jansson, Lars Danielsson en Adam Nussbaum mee. In 2005 verscheen een tweede plaat, met zijn kwartet, New Blues. Op het album speelden pianist Lars Jansson, bassist Yasuhito Mori en drummer Anders Kjellberg mee.